# Капандура
Капанду̀ра е остъклен отвор (прозорец) в покрива на сграда, предназначен за осветляване и проветряване на мансарда или друго таванско помещение, както и за излизане на покрива.

## Видове
Люкарните са капандури със странични стени, вертикална остъклена – частично или изцяло, фасада и едноскатен или двускатен, а понякога – и трискатен, покрив. Конструкцията и оформлението им обикновено са в съгласие с тези на покрива на сградата. Фасадата им може да бъде разположена непосредствено над външната стена на сградата като нейно продължение, както и да има друго разположение по покрива съобразно конкретното предназначение и местата на помещенията, които капандурите обслужват. Терминът „капандура“ се свързва обикновено с представата за този вид капандури.
Пищно украсените капандури от вида „люкарна“ са характерни за готическата архитектура и архитектурата от епохата на Възраждането.
В съвременното строителство все по-често се прилагат капандури от вида „табакера“, които представляват прозорци, лежащи приблизително в наклонената равнина на покрива, разположени в метални или от друг материал хидроизолирани рамки, като се отварят чрез повдигане подобно на капака на табакера.